# Colodon
El colodon (género Colodon) es un mamífero perisodáctilo extinto, similar a los tapires. Vivió entre el Eoceno superior y el Oligoceno medio (hace unos 36 - 27 millones de años) y sus restos fósiles se han encontrado en América del Norte y Asia.
De tamaño medio, Colodon era mucho más grande que la mayoría de los otros tapiroides del Eoceno como Helaletes o Heptodon. El tamaño podría alcanzar el de un pequeño tapir de hoy en día; incluso la apariencia se asemejaba vagamente a la de los tapires de hoy en día, aunque con rasgos reducidos y formas más delgadas.
El cráneo, en particular, estaba dotado de huesos nasales fuertemente retrógrados que deben haber dado al animal vivo un aspecto sorprendentemente moderno, con un notable desarrollo del labio superior para formar una verdadera probóscide. Un análisis de dos cráneos de Colodon mediante tomografía computarizada reveló algunas características de la anatomía interna (esqueleto facial interno, senos frontales) muy similares a las de los tapires actuales (Colbert, 2005).
Los dientes de Colodon también eran similares a los de los tapires modernos, especialmente en lo que respecta a la estructura de los premolares y molares. Los incisivos y los caninos, por otro lado, eran muy diferentes. Los incisivos tenían forma de espátula, disminuyendo ligeramente su tamaño del primero al tercero. Los caninos habían casi desaparecido (en la maxila¿?) o desaparecido completamente (en la mandíbula), mientras que en los tapires todavía están presentes. Los cuatro premolares superiores eran grandes y con forma más o menos molar, con tubérculos externos labialmente convexos. Los molares superiores eran similares a los de los tapires en la mitad anterior, pero el metacono era plano o cóncavo. La mandíbula tenía sólo tres premolares, el primero de pequeño tamaño y los otros dos cortos pero con cuatro tubérculos. Los molares inferiores eran cortos, con dos crestas transversales; el tercer molar inferior tenía un pequeño talónido.
Las patas de Colodon eran tridáctilas, con metapodos largos y delgados, y se parecían vagamente a las de los rinocerontes corredores como Hyracodon. Las patas eran más similares a las de los caballos que a las de los tapires. 

## Clasificación
El género Colodon fue descrito por primera vez por Othniel Charles Marsh en 1890, quien describió la especie Colodon luxatus sobre una base de fragmentos. Sin embargo, unos años antes, la especie Lophiodon occidentalis había sido descrita por Joseph Leidy, que más tarde se consideró idéntica a Colodon luxatus. Por lo tanto, la especie tipo de Colodon es Colodon occidentalis, que se encuentra en algunos depósitos del Oligoceno en Nebraska, Dakota del Sur y Saskatchewan. Al género Colodon se le han atribuido muchas otras especies, que vivieron entre el Eoceno superior y el Oligoceno inferior en América del Norte (C. cingulatus, C. copei, C. inceptus, C. kayi, C. stovalli, C. woodi) y en Asia (C. orientalis, C. curtus).
Colodon fue considerado inicialmente por varios autores como similar a los géneros Heptodon y Helaletes en la familia de las Helaletidae, en la base del grupo de los tapiroides. Sin embargo, las considerables diferencias en la dentición hicieron que se asignara a una subfamilia separada (Colodontinae) en la que también se incluía en general el poco conocido Desmatotherium. Los análisis posteriores indicaron que los Helaletidae eran probablemente un grupo parafilético, y que Colodon representaba una forma inusualmente antigua pero derivada de tapiroide, probablemente más cercana al género Tapirus que al conocido Protapirus, convencionalmente considerado el más antiguo de los tapires "verdaderos" (familia Tapiridae).

## Paleoecología
Al igual que las formas actuales, también Colodon sería un consumidor de un follaje más bien tierno; es probable que fuera un animal apto para correr, aunque no tan bien como otros tapiroides del Eoceno como Lophialetes y Schlosseria.